# Lapuyan
Lapuyan ist eine philippinische Stadtgemeinde in der Provinz Zamboanga del Sur. Sie hat 27.264 Einwohner (Zensus 1. August 2015). Die Dumanquilas Bay liegt teilweise im Verwaltungsgebiet der Gemeinde.

## Baranggays
Lapuyan ist politisch in 26 Baranggays unterteilt.
| - Bulawan - Carpoc - Danganan - Dansal - Dumara - Linokmadalum - Luanan - Lubusan - Mahalingeb - Mandeg - Maralag - Maruing - Molum | - Pampang - Pantad - Pingalay - Poblacion - Salambuyan - San Jose - Sayog - Tabon - Talabab - Tiguha - Tininghalang - Tipasan - Tugaya |